# Petite Maison de la Divine Providence

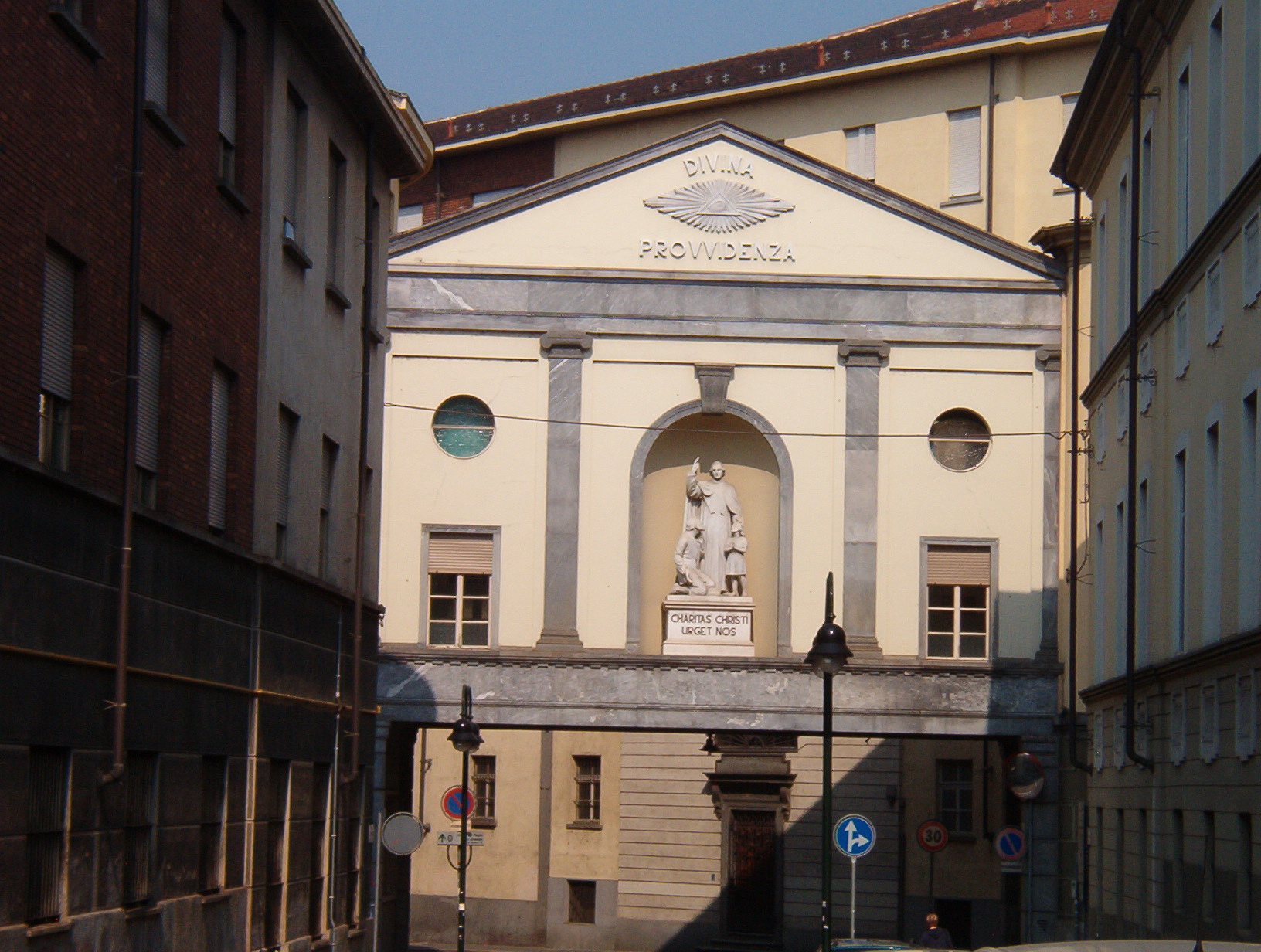
Façade du siège de la Piccola Casa della Divina Provvidenza à Turin.

La Petite Maison de la Divine Providence (en italien : Piccola Casa della Divina Provvidenza), aussi connue sous le nom de Cottolengo du nom de son fondateur Joseph-Benoît Cottolengo, est un institut caritatif catholique dont le siège se trouve dans le quartier Aurora (it) à Turin.

## Présentation
Les établissements sont connus pour recueillir des cas lourds de handicaps physiques et mentaux. Ils s'occupent également de malades, de mineurs, de toxicomanes, de pauvres sans domicile fixe et de personnes ne provenant pas de l'Union européenne. En Italie, ces maisons sont au nombre de 35, avec environ 1 700 personnes assistées.
Dans la maison mère de Turin, les personnes assistées sont plus de 400. À côté des structures pour handicapés fonctionne l'hôpital, lequel dispose de 203 lits. Dans cette maison mère vivent également plus de 600 religieuses, en comptant les sœurs en exercice et les sœurs retraitées.
Au total, 1200 volontaires de l'Associazione volontariato cottolenghino (association Benedetto Cottolengo du volontariat) travaillent dans l'institut, lequel accueille environ 2 000 personnes.
L'institut Cottolengo est présent aussi hors de l'Italie avec une dizaine de filiales en Inde, au Kenya, en Équateur, aux États-Unis (Floride) et en Suisse.

## Source
- (it) Cet article est partiellement ou en totalité issu de l’article de Wikipédia en italien intitulé « Piccola Casa della Divina Provvidenza » (voir la liste des auteurs).